# Unterseeboot 1278
L'Unterseeboot 1278 ou U-1278 est un sous-marin allemand (U-Boot) de type VIIC/41 utilisé par la Kriegsmarine pendant la Seconde Guerre mondiale.
Le sous-marin fut commandé le 13 juin 1942 à Bremen-Vegesack (Bremer Vulkan), sa quille fut posée le 12 août 1943, il fut lancé le 15 avril 1944 et mis en service le 31 mai 1944, sous le commandement de l'Oberleutnant zur See Erich Müller Bethke.
L'U-1278 n'endommagea ou ne coula aucun navire au cours de l'unique patrouille (10 jours total en mer) qu'il effectua.
Il fut coulé par la Royal Navy dans l'océan Arctique, en février 1945. 

## Conception
Unterseeboot type VII, l'U-1278 avait un déplacement de 759 tonnes en surface et 860 tonnes en plongée. Il avait une longueur hors-tout de 67,20 m, un maître-bau de 6,20 m, une hauteur de 9,60 m et un tirant d'eau de 4,74 m. Le sous-marin était propulsé par deux hélices de 1,23 m, deux moteurs diesel Germaniawerft F46 de 6 cylindres en ligne de 1 400 ch à 470 tr/min, produisant un total de 2 060 à 2 350 kW en surface et de deux moteurs électriques Allgemeine Elektricitäts-Gesellschaft GU 460/8-276 de 375 ch à 295 tr/min, produisant un total 550 kW, en plongée. Le sous-marin avait une vitesse en surface de 17,7 nœuds (32,8 km/h) et une vitesse de 7,6 nœuds (14,1 km/h) en plongée. Immergé, il avait un rayon d'action de 80 milles marins (150 km) à 4 nœuds (7,4 km/h; 4,6 nautiques par heure) et pouvait atteindre une profondeur de 230 m. En surface son rayon d'action était de 8 500 nautiques (soit 15 700 km) à 10 nœuds (19 km/h).
L'U-1278 était équipé de cinq tubes lance-torpilles de 53,3 cm (quatre montés à l'avant et un à l'arrière) et embarquait quatorze torpilles. Il était équipé d'un canon de 8,8 cm SK C/35 (220 coups), d'un canon de 20 mm Flak C30 en affût antiaérien et d'un canon 37 mm Flak M/42 qui tire à 15 350 mètres avec une cadence théorique de 50 coups par minute. Il pouvait transporter 26 mines TMA ou 39 mines TMB. Son équipage comprenait 4 officiers et 40 à 56 sous-mariniers.

## Historique
Il reçut sa formation de base au sein de la 8. Unterseebootsflottille à Danzig jusqu'au 30 novembre 1944, puis il intégra sa formation de combat dans la 11. Unterseebootsflottille basé à Bergen.
Sa première et unique patrouille est précédée par une courte navigation de Kiel à Horten, où il fait escale. Elle commence le 11 février 1945 au départ d'Horten pour les côtes britanniques. Après seulement sept jours en mer, pendant son transit vers sa zone opérationnelle, l'U-1278 est coulé le 17 février 1945 au nord-ouest de Bergen en mer de Norvège, à la position géographique 61° 32′ N, 1° 36′ E, par des charges de profondeur et des Hedgehog lancées des frégates britannique HMS Bayntun (K310) (en) et HMS Loch Eck (K422) (en) du 10e groupe d'escorte.
Les 48 membres d'équipage meurent dans cette attaque.

## Affectations
- 8. Unterseebootsflottille du 31 mai 1944 au 30 novembre 1944 (Période de formation).
- 11. Unterseebootsflottille du 1er décembre 1944 au 17 février 1945 (Unité combattante).

## Commandement
- Kapitänleutnant Erich Müller-Bethke du 31 mai 1944 au 17 février 1945.

## Patrouilles
|       | Commandant                 | Départ          | Départ | Arrivée         | Arrivée | Jours    | Succès |
| ----- | -------------------------- | --------------- | ------ | --------------- | ------- | -------- | ------ |
|       | Kptlt. Erich Müller-Bethke | 31 janvier 1945 | Kiel   | 2 février 1945  | Horten  | 3 jours  |        |
| 1     | Kptlt. Erich Müller-Bethke | 11 février 1945 | Horten | 17 février 1945 | Coulé   | 7 jours  |        |
| Total | Total                      | Total           | Total  | Total           | Total   | 10 jours | 0 t    |

Note : Kptlt. = Kapitänleutnant